# Ilja Janjić
Ilja Janjić (ur. 20 września 1944 w Vidovice) - czarnogórski duchowny katolicki, biskup kotorski w latach 1996–2019.
Święcenia kapłańskie otrzymał 29 czerwca 1969.
11 marca 1996 papież Jan Paweł II mianował go ordynariuszem diecezji Kotor. Sakry biskupiej udzielił mu poprzednik - Ivo Gugić.
28 września 2019 przeszedł na emeryturę.